# 유엔 결의
유엔 결의안 또는 국제 연합 결의안(國際聯合決議案, 영어: United Nations resolution, 프랑스어: Résolutions de l'ONU)은 유엔에서 채택된 공식적인 문서를 말한다. 어느 유엔 기관도 결의를 할 수 있으나 실제로 결의를 채택하는 곳은 대부분 유엔 총회와 유엔 안전 보장 이사회이다. 유엔 총회에서 채택되는 결의안도 있지만, 현재는 주로 안전 보장 이사회에서 결의안을 채택한다.

## 안전 보장 이사회 결의
안전 보장 이사회에 의한 결의안은 유엔 헌장 제5장에서 규정하고 있으며, 법적 구속력을 갖기 위해서 유엔 회원국은 안보리 결의에 따를 의무가 있다. 안보리 결의를 통해 무력 행사가 수반되는 강제 조치도 허용할 수 있다. 15개 회원국 중 9개국의 찬성으로 통과되지만, 상임이사국 5개국 중 단 1개 국가라도 반대하면 결의안은 통과되지 않는다.

## 총회 결의
국제 연합 총회 결의는 국제 연합 헌장 제4장에 규정되어 있다. 어디까지나 권고(헌장 제10조 및 제13조)에 그치기 때문에, 법적 구속력이 없는 연성법(soft law)의 형태를 띤다는 견해가 있다.

## 같이 보기
- 유엔 총회 결의
- 유엔 안전 보장 이사회 결의